# Poutník vypráví o své cestě k Bohu
Poutník vypráví o své cestě k Bohu (rusky Откровенные рассказы странника духовному своему отцу, doslova Upřímné vyprávění poutníka duchovnímu otci, pod tímto názvem vyšla také některá česká vydání) je anonymní ruský spis z 19. století, v němž ruský poutník z dob krymské války popisuje svůj duchovní život.

## Obsah
Autor vyprávění není znám a není ani jasné, zda je příběh skutečný či smyšlený. Ruský originál byl nalezen na svaté hoře Athos a poprvé vydán v Kazani v roce 1884. Text se skládá z několika autobiografických vyprávění i rozhovorů poutníka s knězem nebo s jinými osobami.
Poutník se po různých nešťastných životních událostech rozhodne pod vlivem četby staroslověnského mystického spisu Filokalia a pod vlivem slov sv. Pavla pěstovat neustálou „modlitbu Srdce“, tedy stále v duchu opakovat větu: "Pane Ježíši Kriste, Synu Boží, smiluj se nade mnou hříšným", dokud nedosáhne úplného sjednocení s Bohem. Putuje Ruskem, živí se žebrotou, těžkou fyzickou prací nebo tím, že učí děti sedláků číst a psát, snaží se o pouť do Svaté země.
Kniha je často interpretována jako alegorie srovnání života Ježíše Krista a zápasu pravoslavné duchovnosti. Popisuje postupný vývoj vypravěče a jeho snahy o duchovnost a dopad, který má na lidi okolo sebe (slovy sv. Serafima Sarovského, "Najdi mír ve své duši a tisíc dalších duší bude spaseno"), a také o zpětnou vazbu na vypravěče při příbězích zápasu, s nimiž se setkává a které mu vypravují lidé.

## Česká vydání
Český překlad pořídil mystik Jiří Vacek v roce 1993, odlišný překlad jezuity Richarda Čemuse vyšel dvakrát v nakladadelství Refugium.
- Poutník vypráví o své cestě k Bohu. Z ruš. přel. a pozn. opatřil Jiří Vacek. Praha: Jiří Vacek, Orfeus, 1993 ISBN 80-85522-30-6.
- 2. vydání - Praha: Jiří Vacek, 2001. ISBN 80-238-8180-9.
- Upřímná vyprávění poutníka svému duchovnímu otci. Vyd. 1. Velehrad: Refugium Velehrad-Roma, 2001, 279 s. ISBN 80-86045-65-X.
- Upřímná vyprávění poutníka svému duchovnímu otci, přeložil Richard Čemus, Olomouc, Refugium Velehrad-Roma, 2007, 279 s. ISBN 978-80-86715-89-6.